# WTA Tour Championships 2002
De WTA Tour Championships (officieel Home Depot Championships) van 2002 vonden plaats van 6 tot en met 11 november 2002 in de Amerikaanse stad Los Angeles. Het was de 32e editie van het toernooi. Er werd gespeeld op overdekte hardcourtbanen.

## Enkelspel
Twee gekwalificeerde speelsters speelden niet mee:
- Amélie Mauresmo (WTA-5) wegens een knieblessure,
- Martina Hingis (WTA-10) wegens een enkelblessure.

Het vijfde reekshoofd Kim Clijsters uit België won het toernooi. Zij versloeg in de finale de als eerste geplaatste Amerikaanse titelverdedigster Serena Williams in twee sets. Clijsters wist voor het eerst in haar carrière de WTA Tour Championships op haar naam te schrijven. Het was haar tiende WTA-titel, de vierde van dat jaar. Zij won US$ 765.000 prijzengeld op dit toernooi.
De Belgische Justine Henin was als vierde geplaatst. Zij kwam niet voorbij de tweede ronde.

### Geplaatste speelsters
| Nr. | Speelster          | Rang | Resultaat    | Uitgeschakeld door |
| --- | ------------------ | ---- | ------------ | ------------------ |
| 1.  | Serena Williams    | 1    | finale       | Kim Clijsters      |
| 2.  | Venus Williams     | 2    | halve finale | Kim Clijsters      |
| 3.  | Jennifer Capriati  | 3    | halve finale | Serena Williams    |
| 4.  | Justine Henin      | 4    | tweede ronde | Kim Clijsters      |
| 5.  | Kim Clijsters      | 6    | winnares     | winnares           |
| 6.  | Monica Seles       | 7    | tweede ronde | Venus Williams     |
| 7.  | Daniela Hantuchová | 8    | eerste ronde | Magdalena Maleeva  |
| 8.  | Jelena Dokić       | 9    | tweede ronde | Serena Williams    |

### Prijzengeld en WTA-punten
| Resultaat    | Prijzengeld | WTA-punten |
| ------------ | ----------- | ---------- |
| winnares     | $ 765.000   | 750        |
| finale       | $ 382.000   | 484        |
| halve finale | $ 191.000   | 276–296    |
| tweede ronde | $ 99.000    | 144–164    |
| eerste ronde | $ 45.750    | 67         |

### Toernooischema
| Legenda | Legenda                  |
| ------- | ------------------------ |
| Q       | Qualifier                |
| WC      | Deelname via wildcard    |
| LL      | Lucky Loser              |
| r       | Opgave / trok zich terug |
| w/o     | Walk-over                |
| Alt     | Alternate                |
| SE      | Special Exempt           |
| PR      | Protected Ranking        |
| d       | Diskwalificatie          |

| eerste ronde | eerste ronde       | eerste ronde | eerste ronde | eerste ronde |  |   | tweede ronde      | tweede ronde      | tweede ronde | tweede ronde | tweede ronde |  |  | halve finale | halve finale      | halve finale | halve finale | halve finale |  |  | finale | finale          | finale | finale | finale |
|              |                    |              |              |              |  |   |                   |                   |              |              |              |  |  |              |                   |              |              |              |  |  |        |                 |        |        |        |
| 1            | Serena Williams    | 6            | 6            |              |  |   |                   |                   |              |              |              |  |  |              |                   |              |              |              |  |  |        |                 |        |        |        |
|              | Anna Smashnova     | 2            | 2            |              |  |   | 1                 | Serena Williams   | 7            | 6            |              |  |  |              |                   |              |              |              |  |  |        |                 |        |        |        |
|              | Anastasia Myskina  | 3            | 4            |              |  | 8 | Jelena Dokić      | 61                | 0            |              |              |  |  |              |                   |              |              |              |  |  |        |                 |        |        |        |
| 8            | Jelena Dokić       | 6            | 6            |              |  |   |                   |                   |              |              |              |  |  | 1            | Serena Williams   | 2            | 6            | 6            |  |  |        |                 |        |        |        |
| 3            | Jennifer Capriati  | 7            | 6            |              |  |   |                   |                   |              |              |              |  |  | 3            | Jennifer Capriati | 6            | 4            | 4            |  |  |        |                 |        |        |        |
|              | Silvia Farina-Elia | 5            | 1            |              |  |   | 3                 | Jennifer Capriati | 6            | 4            | 6            |  |  |              |                   |              |              |              |  |  |        |                 |        |        |        |
|              | Magdalena Maleeva  | 6            | 7            |              |  |   | Magdalena Maleeva | 2                 | 6            | 1            |              |  |  |              |                   |              |              |              |  |  |        |                 |        |        |        |
| 7            | Daniela Hantuchová | 2            | 5            |              |  |   |                   |                   |              |              |              |  |  |              |                   |              |              |              |  |  | 1      | Serena Williams | 5      | 3      |        |
| 5            | Kim Clijsters      | 6            | 6            |              |  |   |                   |                   |              |              |              |  |  |              |                   |              |              |              |  |  | 5      | Kim Clijsters   | 7      | 6      |        |
|              | Chanda Rubin       | 1            | 2            |              |  |   | 5                 | Kim Clijsters     | 6            | 6            |              |  |  |              |                   |              |              |              |  |  |        |                 |        |        |        |
|              | Jelena Dementjeva  | 3            | 3            |              |  | 4 | Justine Henin     | 2                 | 1            |              |              |  |  |              |                   |              |              |              |  |  |        |                 |        |        |        |
| 4            | Justine Henin      | 6            | 6            |              |  |   |                   |                   |              |              |              |  |  | 5            | Kim Clijsters     | 5            |              |              |  |  |        |                 |        |        |        |
| 6            | Monica Seles       | 3            | 7            | 6            |  |   |                   |                   |              |              |              |  |  | 2            | Venus Williams    | 0            | r            |              |  |  |        |                 |        |        |        |
|              | Lindsay Davenport  | 6            | 6            | 3            |  |   | 6                 | Monica Seles      | 5            | 4            |              |  |  |              |                   |              |              |              |  |  |        |                 |        |        |        |
|              | Patty Schnyder     | 2            | 67           |              |  | 2 | Venus Williams    | 7                 | 6            |              |              |  |  |              |                   |              |              |              |  |  |        |                 |        |        |        |
| 2            | Venus Williams     | 6            | 7            |              |  |   |                   |                   |              |              |              |  |  |              |                   |              |              |              |  |  |        |                 |        |        |        |

## Dubbelspel
|                   |  |                  |
| Jelena Dementjeva |  | Janette Husárová |

Titelverdedigsters Lisa Raymond en Rennae Stubbs waren het tweede reekshoofd. Zij bereikten de halve finale, waarin zij werden uitgeschakeld door het als vijfde geplaatste koppel Cara Black en Jelena Lichovtseva.
Black en Lichovtseva, die aldus revanche namen voor het finaleverlies van het jaar ervoor, zagen echter ook deze keer de titel op het laatste moment aan hun neus voorbij gaan.
Het als derde geplaatste duo Jelena Dementjeva en Janette Husárová won het toernooi. In de eindstrijd versloegen zij Black/Lichovtseva in drie sets. Het was hun vierde gezamenlijke titel, alle in 2002. De Slowaakse Husárová had daarnaast elf eerdere dubbelspeltitels met andere partners; Russin Dementjeva geen.

### Geplaatste teams
| Nr. | Team                                       | Rang | Resultaat    | Uitgeschakeld door                 |
| --- | ------------------------------------------ | ---- | ------------ | ---------------------------------- |
| 1.  | Virginia Ruano Pascual Paola Suárez        | 3    | eerste ronde | Rika Fujiwara Ai Sugiyama          |
| 2.  | Lisa Raymond Rennae Stubbs                 | 7    | halve finale | Cara Black Jelena Lichovtseva      |
| 3.  | Jelena Dementjeva Janette Husárová         | 11   | winnaressen  | winnaressen                        |
| 4.  | Daniela Hantuchová Arantxa Sánchez Vicario | 15   | afgemeld     |                                    |
| 5.  | Cara Black Jelena Lichovtseva              | 21   | finale       | Jelena Dementjeva Janette Husárová |

### Prijzengeld en WTA-punten
| Resultaat    | Prijzengeld (per team) | WTA- punten |
| ------------ | ---------------------- | ----------- |
| winnaressen  | $ 290.000              | 527         |
| finale       | $ 135.000              | 393         |
| halve finale | $ 67.000               | 226–284     |
| eerste ronde | $ 35.000               | 121         |

### Toernooischema
| Legenda | Legenda                  |
| ------- | ------------------------ |
| Q       | Qualifier                |
| WC      | Deelname via wildcard    |
| LL      | Lucky Loser              |
| r       | Opgave / trok zich terug |
| w/o     | Walk-over                |
| Alt     | Alternate                |
| SE      | Special Exempt           |
| PR      | Protected Ranking        |
| d       | Diskwalificatie          |